# Artysta i modelka
Artysta i modelka (hiszp. El artista y la modelo) – hiszpańsko-francuski dramat filmowy z 2012 roku w reżyserii Fernando Trueby. Zdjęcia kręcono w Katalonii (Olot, Batet, La Vall de Bianya, La Vall d’en Bas, Sales de Llierca, Riudaura) oraz we francuskim departamencie Pireneje Wschodnie (Céret, Perpignan).

## Obsada
- Claudia Cardinale jako Léa
- Jean Rochefort jako Marc Cros
- Aida Folch jako Mercè
- Chus Lampreave jako María
- Götz Otto jako Werner
- Mateo Deluz jako Henri
- Martin Gamet jako Pierre
- Christian Sinniger jako Emile